# Uram Jalan (Geureudong Pase)
Uram Jalan is een bestuurslaag in het regentschap Aceh Utara van de provincie Atjeh, Indonesië. Uram Jalan telt 218 inwoners (volkstelling 2010).